# Par conséquent
En typographie, par conséquent « ∴ » est un symbole, couramment employé en mathématique dans les îles Britanniques et en d'autres endroits, se composant de trois points placés en triangle pointant vers le haut, forme sténographique de « donc ». C’est le caractère U+2234 d’Unicode : « ∴ ». D'autres symboles typographiques sont couramment utilisés pour représenter cette notion ou d'autres notions proches comme celle d'implication logique : →, ⇒, ⊃, ⊢, ⊨… En particulier, ∴ et ⊢ représentent la conséquence syntactique (strictement formelle) tandis que ⊨ représente la conséquence sémantique (qui dépend de la signification des termes de la proposition).

## Histoire
Ce signe a été utilisé en premier par le mathématicien suisse Johann Rahn en 1659, dans l’édition originale allemande de son Teutsche Algebra.

## En franc-maçonnerie
Dans la tradition maçonnique, ce symbole est utilisé à la place du simple point pour signaler une abréviation ; par exemple G∴ O∴ D∴ F∴ pour Grand Orient de France. 

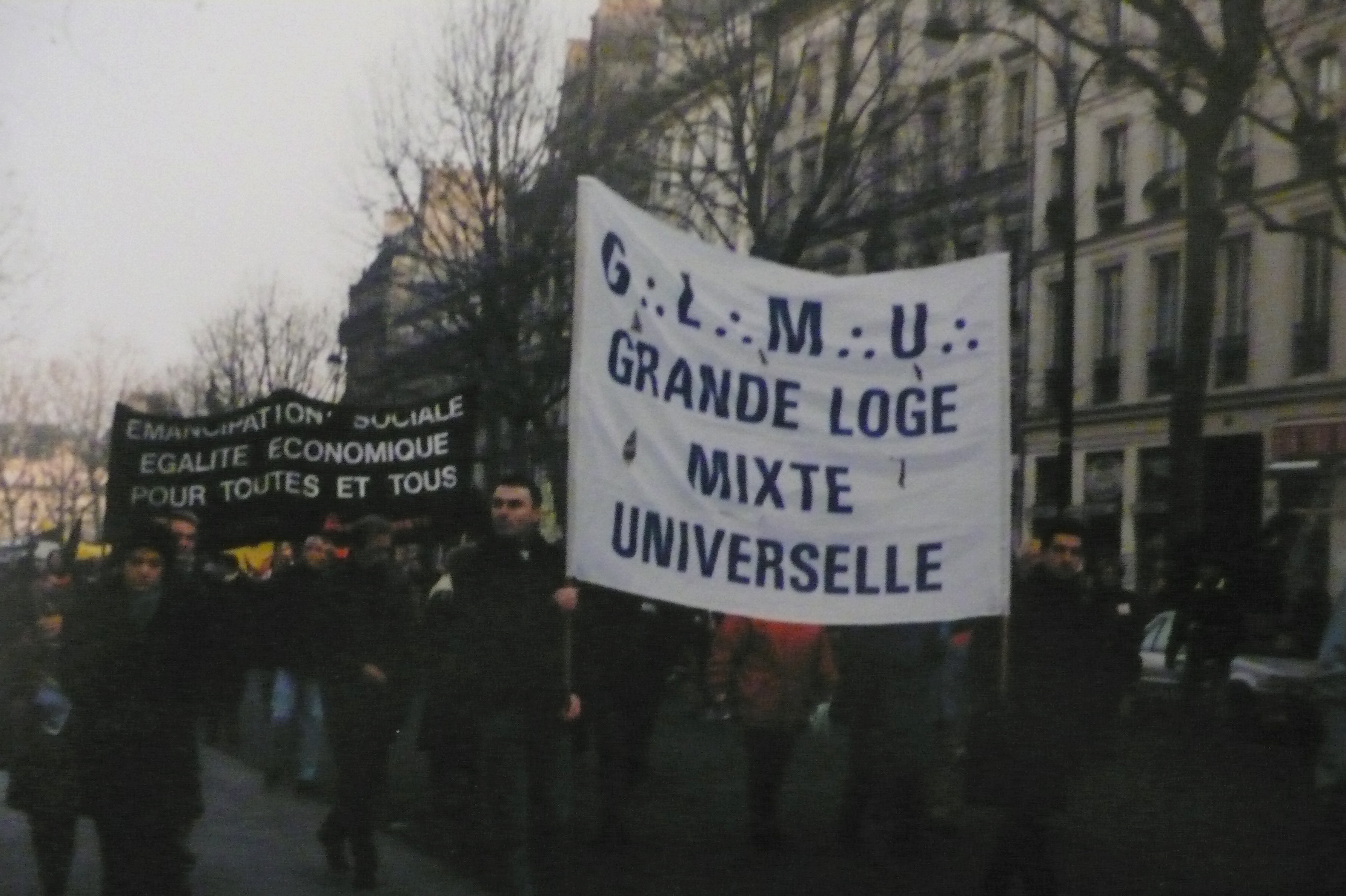
Banderole de la Grande Loge mixte universelle dans une manifestation à Paris, vers 1999.

## Antiautoritarisme

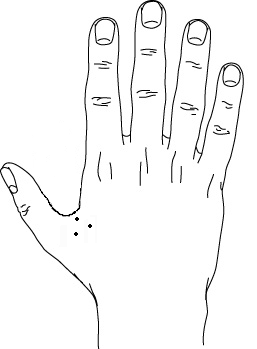
Tatouage du mort aux vaches.

Les trois points sont parfois représentés sous forme de tag ou de tatouage, généralement sur la face dorsale du premier espace métacarpien, pour signifier le slogan anti-autoritaire « Mort aux vaches ». 